# Jutta Fischer (Tischtennisspielerin)
Jutta Fischer (* 20. Dezember 1943) ist eine deutsche Tischtennisspielerin. Bei der Deutschen Meisterschaft 1964 wurde sie Zweite im Mixed.

## Werdegang
Jutta Fischer wuchs in einer Tischtennisfamilie auf. Ihr Vater Horst Fischer (1920–2016) gründete den Verein TSC Berlin-Neukölln, ihre Mutter Helga spielte auch aktiv Tischtennis und gewann in den 1970er Jahren mehrere Titel in ihrer Altersklasse.  Auch ihre Schwester Gudrun (verheiratete Engel) spielt aktiv. Mit ihr gewann sie mehrere Doppelwettbewerbe bei Senioren-Europameisterschaften.
Ihre Karriere begann Jutta Fischer mit sechs Jahren beim Verein VfV Neukölln – später TSC Berlin-Neukölln. Schon in jungen Jahren stellten sich Erfolge ein. 1957 nahm sie an den Internationalen Jugendmeisterschaften von England teil. Deutsche Jugendmeisterin wurde sie 1959 und 1960 im Mixed mit Wolfgang Prandke sowie 1961 im Einzel.
Mitte der 1960er Jahre heiratet sie und trat danach unter dem Namen Jutta Schultz auf. In Berlin gehörte sie damals zu den besten Spielerinnen. Bei Berliner Ranglistenturnieren siegte sie im Dezember 1965 (als Jutta Fischer) und im April 1967 (als Jutta Schultz). Von 1978 bis 1981 gewann sie viermal in Folge die Berliner Meisterschaft im Einzel. Dazu kommen noch mehrere Titel im Doppel und Mixed.
Bei der Deutschen Meisterschaft 1964 in Siegen erreichte sie zusammen mit Erich Arndt im Mixed das Endspiel, das gegen das Ehepaar Heinz Harst/Inge Harst verloren ging.
Später war sie noch bei Senioren-Europameisterschaften und Senioren-Weltmeisterschaften erfolgreich. Um das Jahr 2007 heiratet sie erneut und trat dann unter dem Namen Jutta Baron auf. Insbesondere mit ihrer Schwester Gudrun Engel holte sie einige Medaillen im Doppel.
- Senioren-Europameisterschaften
  - 2003:  Ü60  Sieg im Einzel
  - 2005:  Ü60  Platz 2 im Einzel, Sieg im Doppel mit Gudrun Engel – unter dem Namen Schultz
  - 2009:  Ü65  Platz 2 im Einzel unter dem Namen Baron
  - 2011:  Ü65  Sieg im Einzel, Sieg im Doppel mit Gudrun Engel
  - 2013:  Ü65  Platz 2 im Doppel mit Gudrun Engel
  - 2013:  Ü70  Sieg im Einzel
  - 2015:  Ü70  Sieg im Einzel, D2 mit Gudrun Engel
  - 2017:  Ü70  Platz 2 im Einzel
  - 2019:  Ü75  Sieg im Einzel
- Senioren-Weltmeisterschaft
  - 2010:  Ü65  Sieg im Doppel mit Gudrun Engel